# Shen Weixiao
Weixiao Shen (* Mai 1975 in Guichi in der Provinz Anhui) ist ein chinesischer Mathematiker, der sich mit Dynamischen Systemen befasst.
Shen studierte an der University of Science and Technology of China in Anhui mit dem Abschluss 1995 und wurde 2001 bei Mitsuhiro Shishikura an der Universität Tokio promoviert (On the metric property of multimodal interval maps and density of axiom A), an der er seit 1996 studierte. Er war Professor an der Nationalen Universität Singapur und ist jetzt Direktor am Shanghai Center for Mathematical Sciences der Fudan-Universität.
Er löste einen Teil des elften Smale-Problems (siehe Sebastian van Strien) mit Oleg Kozlovski und Sebastian van Strien.
2014 war er eingeladener Sprecher auf dem Internationalen Mathematikerkongress in Seoul (Recent developments in interval dynamics, mit Sebastian van Strien).

## Schriften (Auswahl)
- mit H. Bruin, S. van Strien: Invariant measures exist without a growth condition, Communications in mathematical physics, Band 241, 2003, S. 287–306
- On the metric properties of multimodal interval maps and {\displaystyle C^{2}} density of Axiom A, Inventiones Mathematicae, Band 156, 2004, S. 301–403
- Decay of geometry for unimodal maps: An elementary proof, Annals of Mathematics, Band 163, 2006, S. 383–404
- mit Oleg S. Kozlovski, Sebastian van Strien: Rigidity of real polynomials, Annals of Mathematics, Band 165, 2007, S. 749–841
- Density of Hyperbolicity in dimension one, Annals of Mathematics, Band 166, 2007, S. 145–182
- mit Henk Bruin, J. Rivera-Letelier, S. van Strien: Large derivatives, backward contraction and invariant densities for interval maps, Inventiones Mathematicae, Band 172, 2008, S. 509–533
- mit Artur Avila, Mikhail Lyubich, Jeremy Kahn: Combinatorial rigidity for unicritical polynomials, Annals of Mathematics, Band, 170, 2009, S. 783–797
- mit J. Rivera-Letelier: Statistical properties of one-dimensional maps under weak hyperbolicity assumptions, Annales Sci. Ecole Norm. Sup., Band 47, 2014, S. 1027–1083